# Bol'šie Jal'čiki
Bol'šie Jal'čiki  (in russo: Большие Яльчики; in ciuvascio: Аслă Елчĕк; Aslă Elčĕk) è una località rurale (un selo) del rajon Jal'čikskij, nella Repubblica autonoma della Ciuvascia, in Russia. Si trova a 5 chilometri da Jal'čiki, che è il centro amministrativo del distretto omonimo. Fa parte del Bol'šejal'čikskoe sel'skoe poselenie.

## Popolazione
La popolazione di circa 2256 persone è principalmente di etnia ciuvascia e composta in maggioranza da donne.

## Infrastrutture e trasporti
Nel villaggio ci sono un centro culturale, una biblioteca, una chiesa, un ufficio postale, un pronto soccorso, un negozio.